# Zorzines diminuta
Zorzines diminuta là một loài bướm đêm trong họ Noctuidae.